# Shell Knob
Shell Knob is een plaats (census-designated place) in de Amerikaanse staat Missouri, en valt bestuurlijk gezien onder Barry County en Stone County.

## Demografie
Bij de volkstelling in 2000 werd het aantal inwoners vastgesteld op 1393.

## Geografie
Volgens het United States Census Bureau beslaat de plaats een oppervlakte van
28,0 km², waarvan 21,3 km² land en 6,7 km² water. Shell Knob ligt op ongeveer 371 m boven zeeniveau.

## Plaatsen in de nabije omgeving
De onderstaande figuur toont nabijgelegen plaatsen in een straal van 20 km rond Shell Knob.